# Březová-Oleško
Březová-Oleško (deutsch Bschesowa) ist eine Gemeinde im Okres Praha-západ, Tschechien. Sie liegt in 335 m ü. M. 22 Kilometer südlich des Stadtzentrums von Prag auf der Prager Hochfläche (Pražská plošina) über den Tälern der Moldau, des Zahořanský potok und des Zlatý potok. Die Fläche der Gemeinde beträgt 6,72 km².

## Geschichte
Die erste urkundliche Erwähnung des Ortes entstammt dem Jahr 1310. Die Gemeinde entstand am 1. Januar 1992 durch Loslösung der Ortsteile Březová und Oleško von der Gemeinde Zvole.

## Ortsgliederung
Die Gemeinde Březová-Oleško besteht aus den Ortsteilen Březová und Oleško. Grundsiedlungseinheiten sind Březová, Nová Březová, Oleško und U Zahořanského potoka.
Das Gemeindegebiet gliedert sich in die Katastralbezirke Březová u Zvole und Oleško u Zvole.